# Bettine Jahn
Bettine Jahn (Magdeburg, 1958. augusztus 3. –) világbajnok német atléta.

## Pályafutása
Pályafutása alatt egyetlen Olimpián vett részt. 1980-ban szerepelt a moszkvai olimpiai játékokon, ahol egyedül a száz méteres gátfutás számában indult. Eljutott a döntőig, ott azonban csak hetedik lett.
1982-ben a szabadtéri Európa-bajnokságon százon negyedik, míg a fedett pályás kontinensviadalon hatvan méteren második lett a gátfutás versenyében.
1983-ban érte el karrierje legkimagaslóbb eredményeit. A budapesti fedett pályás Európa-bajnokságon nyert 60 méteren, majd a helsinki világbajnokságon győzött 100 méteren; ezzel ő lett az első női világbajnok ezen a távon. Ebben az évben, június 8-án Berlinben 12,42 másodperc alatt teljesítette a száz méteres gátfutás távját, ami máig élő német rekord.
1984-ben hazája bojkottja miatt nem szerepelhetett a Los Angeles-i olimpián.

## Egyéni legjobbjai
- 100 méteres gátfutás - 12,42 s (1983)